# Costa Chica (Oaxaca)
Históricamente, la región de la Costa Chica oaxaqueña ha estado más ligada al estado de Guerrero y en especial a Acapulco, que a la Ciudad de Oaxaca. La carretera llegó a esta región a finales de los años sesenta por Acapulco. Esto explica el por qué la región durante los cinco siglos de colonización siempre ha tenido la influencia de la cultura guerrerense. En esa época todavía era común ver pueblos solo de «gente negra», viviendo en casas llamadas «redondos», construidas de bajareque en forma redonda y con techo cónico de paja, exactamente igual que en África.
Limita al norte con la Sierra Sur (Oaxaca), al sur con el Océano Pacífico, el este con la Región Istmo y al oeste con el Estado de Guerrero.
Los mixtecos en el período posclásico
desarrollaron en Tututepec un poderoso señorío, del cual surgió el reino de Casandoo-Jamiltepec, que los españoles encontraron y arrasaron. En la ciudad de Tututepec, los españoles fundaron la villa española más importante de la región.
Durante los primeros tres siglos de la Colonia (entre el XVI y el XVIII), estas tierras se utilizaron para sembrar algodón. Actualmente se siembra maíz, fríjol, ajonjolí, jamaica, café. Se obtiene limón y copra, pero su principal recurso es el turismo.
Las playas de
Puerto Escondido, Puerto Ángel, Mazunte, Bahías de Huatulco, Tapextla, Zipolite y Chacahua son el futuro del turismo en el Pacífico Sur mexicano.
Las localidades más pobladas de la costa oaxaqueña son:
1.- Puerto Escondido
2.- Pinotepa Nacional
3.- Bahías de Huatulco
4.- Río Grande
5.- Pochutla
6.- Santa María Huatulco
7.- Jamiltepec
8.- Juquila
9.- Bajos de Chila
10.- Panixtlahuaca
11.- Nopala
12.- San Juan Colorado
13.- Pinotepa de Don Luis
14.- San Pedro Mixtepec
15.- San José del Progreso (Tututepec)

## Personalidades reconocidas
- Alejandra Robles Suástegui (Puerto Escondido, 1978), cantante afromexicana.
- Álvaro Carrillo (Cacahuatepec, 1919 - Distrito Federal, 1969), cantante y compositor de boleros.
- Norberto Aguirre Palancares (Pinotepa Nacional, 1905).